# New York State Route 146B
New York State Route 146B war eine Zweigstrecke der New York State Route 146. Die Strecke hatte eine Länge von 6,76 km und führte von der Stammstrecke bis zur Kreuzung mit den Saratoga County Routes 90 (Vischer Ferry Road) und 91 (Grooms Road). Die ganze Strecke liegt innerhalb der Clifton Park im Saratoga County. State Route 146B wurde 1964 aus dem Straßenverzeichnis gestrichen; sie bestand mindestens seit 1946.

## Streckenbeschreibung
New York State Route 146B begann an der Kreuzung mit New York State Route 146 und Saratoga County Route 88 in Rexford, einem Weiler in Clifton Park. Die Straße führte ostwärts, passierte einen Country Club an der Südseite und folgte dem Mohawk River als Riverview Road, der Verlängerung der County Route 88. Im weiteren Verlauf knickte State Route 146B nach Südosten ab und endete an der Kreuzung mit Vischers Ferry Road und Grooms Road.

## Geschichte
Die ersten Siedlungen in der heutigen Town of Clifton Park entstanden im 17. Jahrhundert. Um 1723 hatte das Gebiet rund 20 weiße Einwohner und erhielt den Namen Canastigione. 1783 richtete Eldert Fischer eine Fähre über den Mohawk River ein, die als Vischer’s Ferry bekannt wurde. Der Weiler am nordwestlichen Ende der ehemaligen NY 146B leitet seinen Namen von Rexford Flat's ab, eine Gründung von Edward Rexford. Clifton Park schließlich wurde 1828 als Clifton inkorporiert und wurde die letzte Town, die im Saratoga County eingerichtet wurde.
Die Strecke war noch nicht eine State Route, als 1930 die State Routes neunummeriert wurden. Noch 1936, als die meisten State Routes eingerichtet waren, war die Riverview Road noch nicht an der Bundesstaat übergeben. 1947 allerdings war die Strecke NY 146B bereits in Dienst gestellt. 1964 wurde die Streckenführung der NY 146B vom Bundesstaat außer Dienst gestellt. Schließlich wurde der Streckenverlauf als County Route 91 ausgewiesen und ist Bestandteil des Mohawk Towpath Scenic Byway.